# 路堤

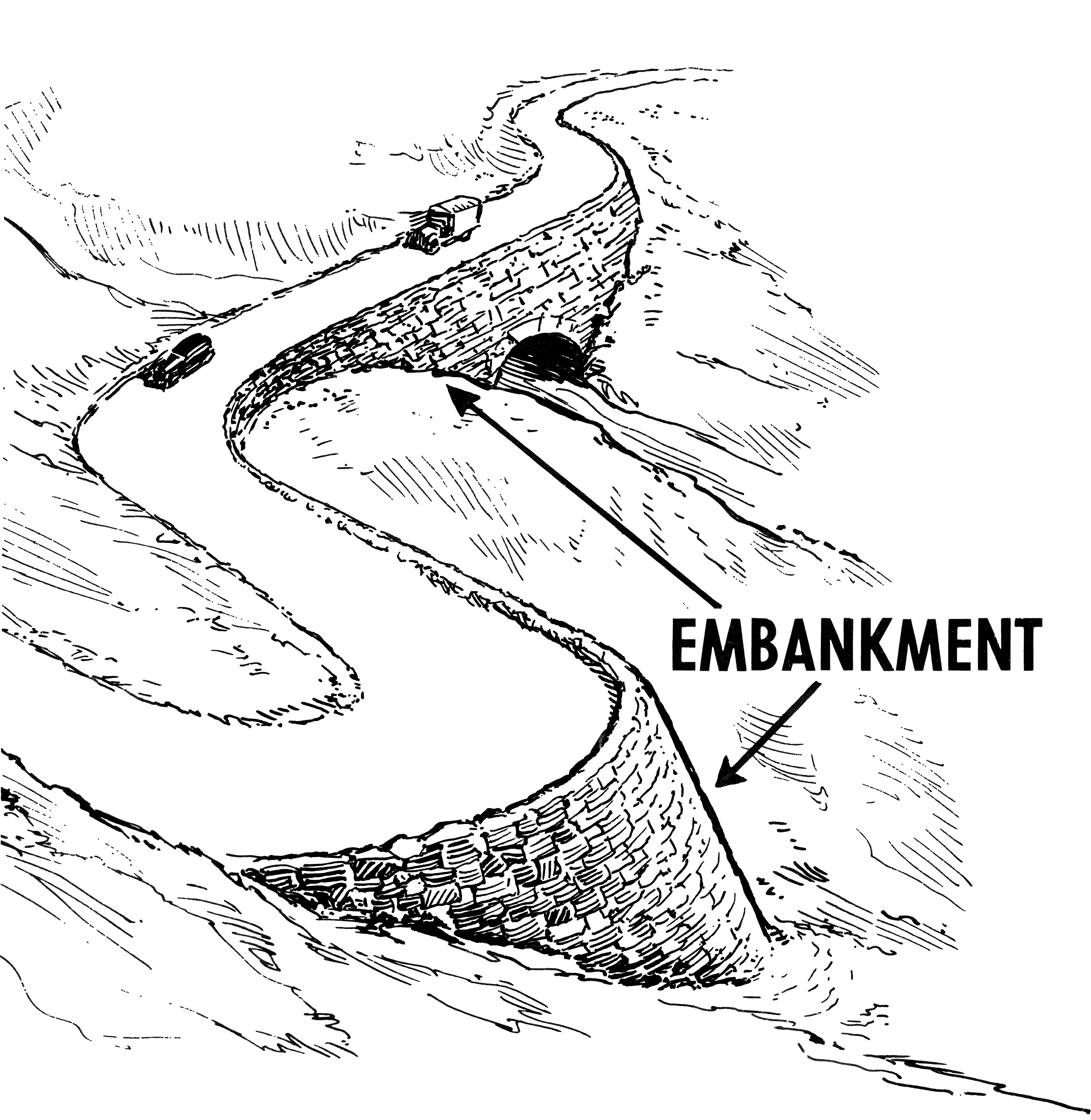
路堤图示

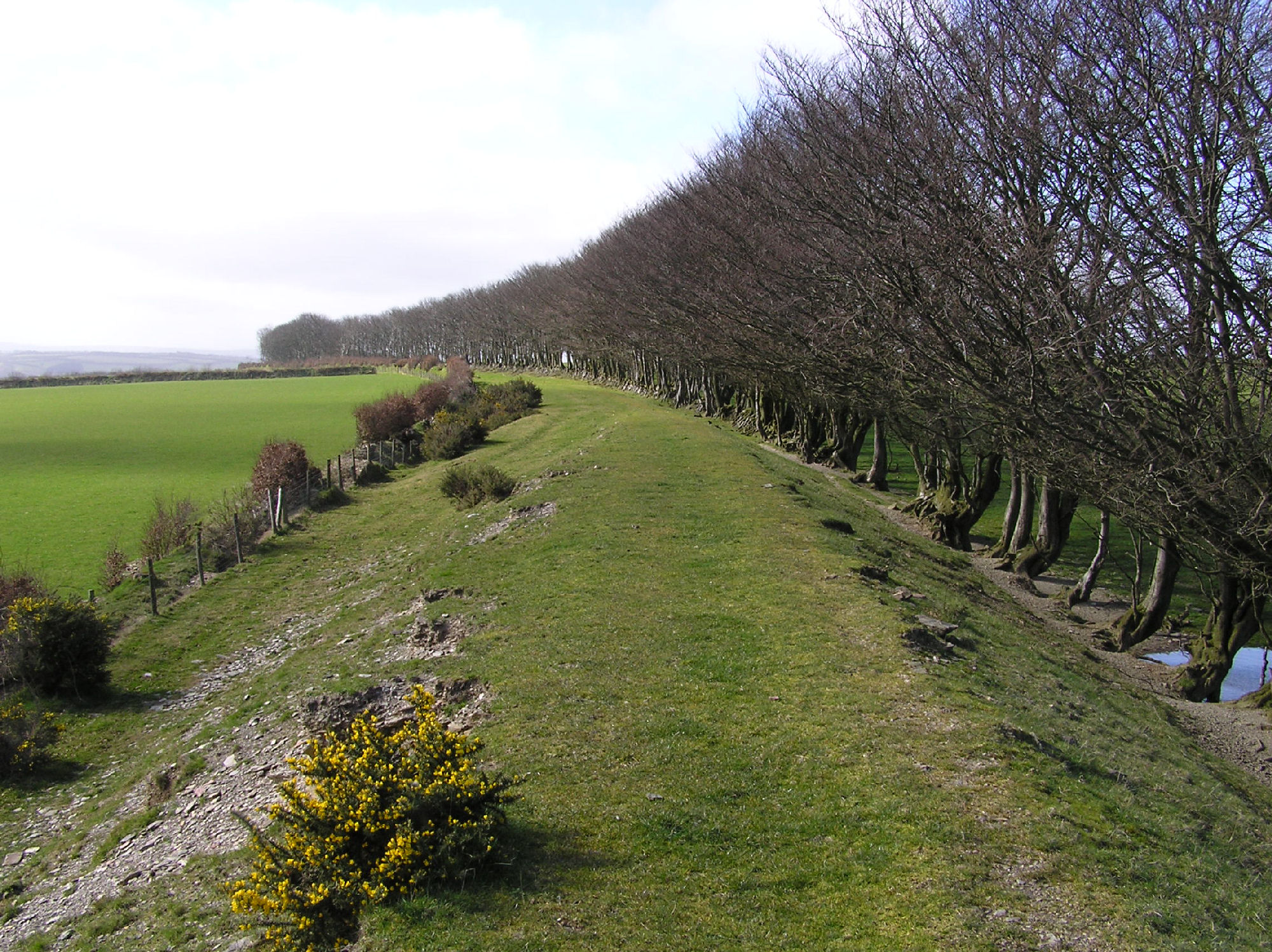
废弃的西萨默塞特郡矿山铁路的路堤。

路堤（英語：Embankment），香港稱「路壆」，是与“路堑”相对，指公路或铁路、运河建在筑起的高堤上，以避免线路水平面随地形改变。
路堤通常用防水的、不透气、非多孔的材料建设，以避免含水、透水。